# Goënga
Goënga (Frísio Ocidental: Goaiïngea) é uma vila no município de Súdwest-Fryslân, na província da Frísia, nos Países Baixos. Tinha uma população de cerca de 240 habitantes em janeiro de 2017.

## História
A aldeia foi mencionada pela primeira vez no século XIII como Goingum, e significa “povoação do povo de Goaije”. Goënga é uma vila terp (colina viva artificial) da Idade Média. Ele estava localizado a leste do extinto Middelzee. Estava conectado a Sneek por meio de um canal.
A igreja reformada holandesa data de 1758 e possui uma torre de 1787 que contém um sino de 1342 feito por Stephanus. A antiga casa do clero foi transformada em casa particular.
Goënga era o lar de 183 pessoas em 1840. Antes de 2011, a vila fazia parte do município de Wymbritseradiel. Hoje faz parte do Súdwest-Fryslân.

## Galeria

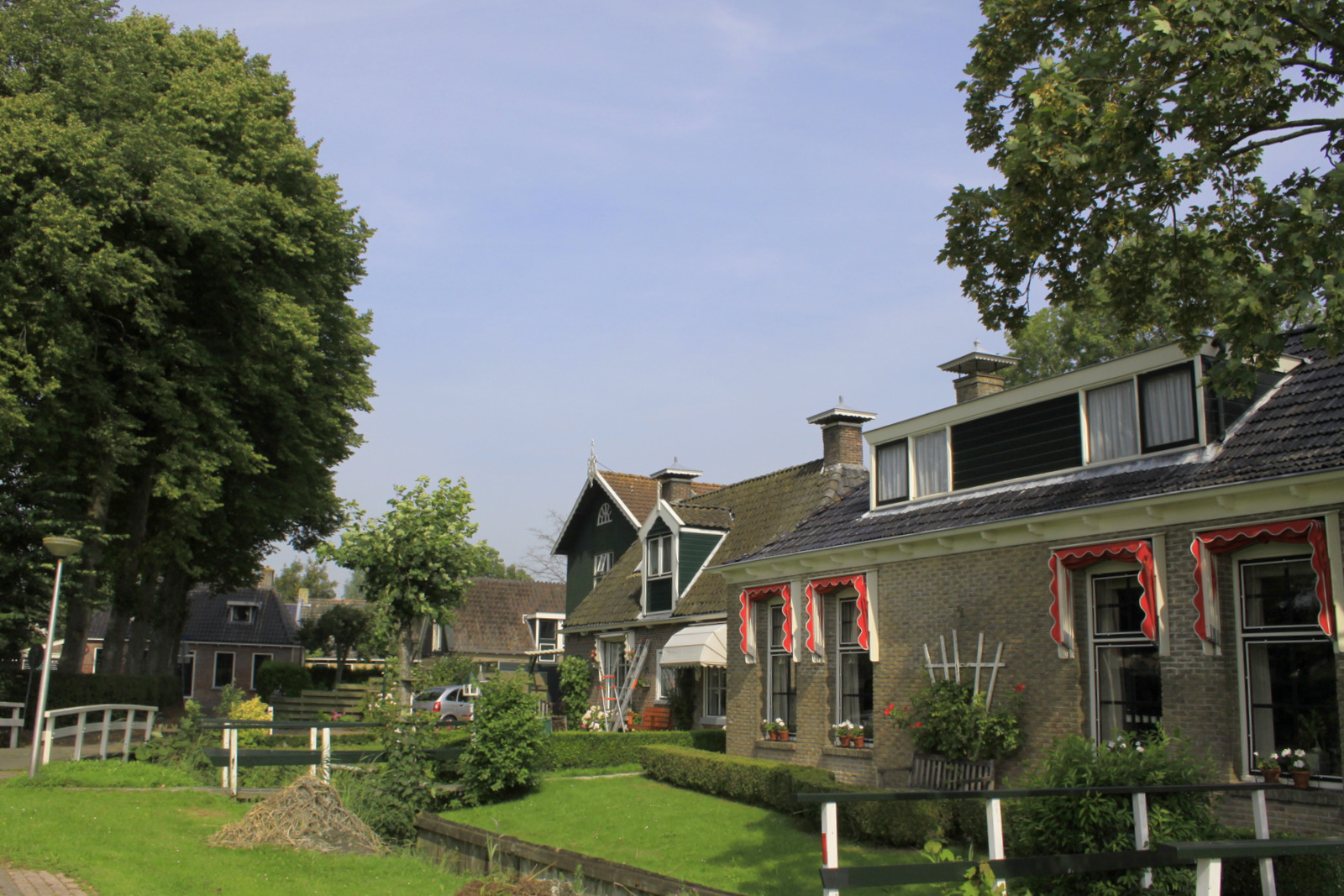
Casas em Goënga
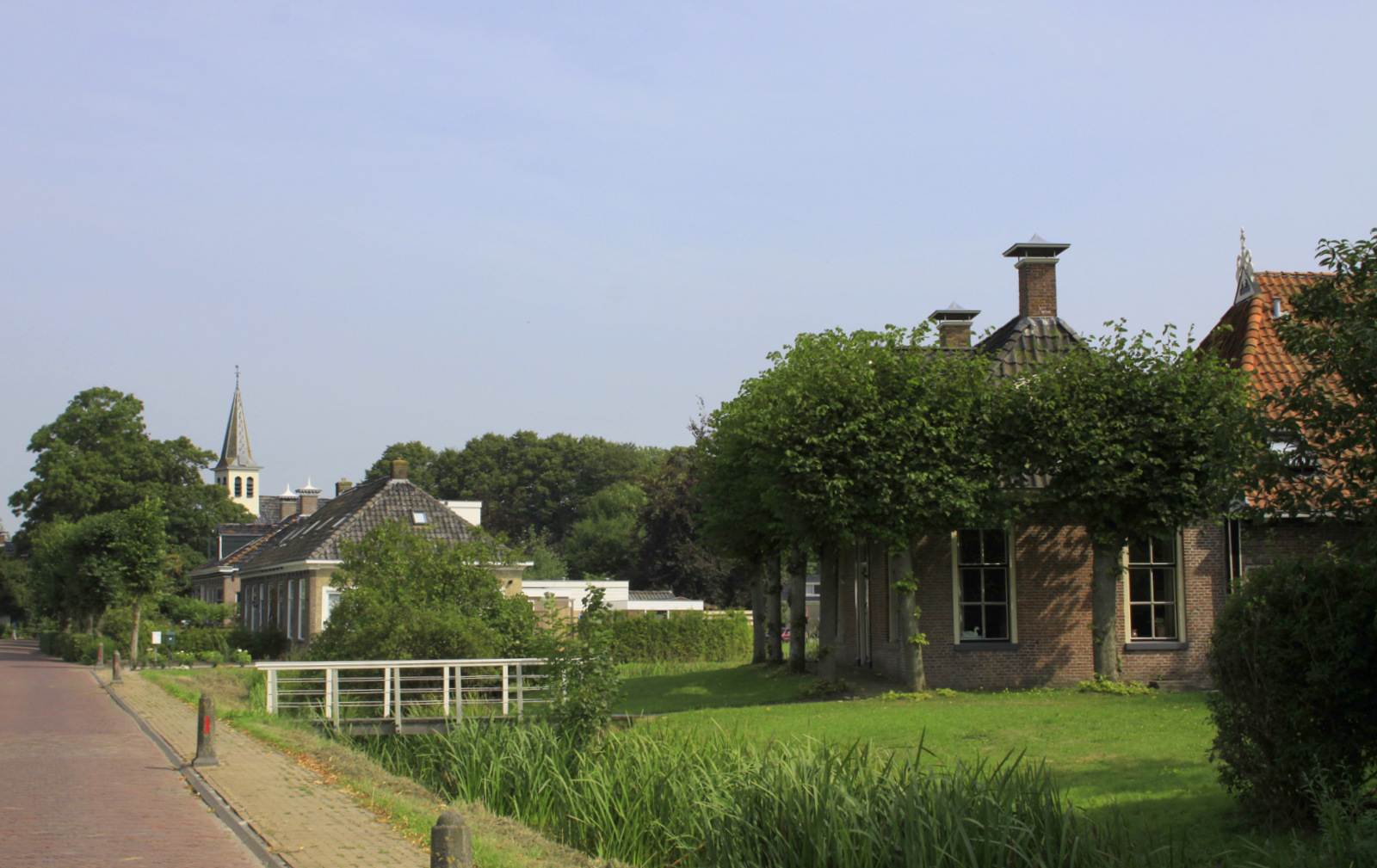
Vista de Goënga